# S-Klasse (1920)
Die S-Klasse war eine U-Boot-Klasse der United States Navy. Insgesamt wurden 51 Boote der S-Klasse gebaut. Im Zweiten Weltkrieg wurden die inzwischen veralteten Boote hauptsächlich als Versorger und Aufklärer eingesetzt. Auch die Royal Navy und die Polnische Marine setzten im Krieg Boote der Klasse ein.
Das erste S-Boot USS S-1 (SS-105) wurde 1920 in Dienst gestellt. Das letzte Boot der Klasse war USS S-47 (SS-158) und wurde 1925 in Dienst gestellt. Die Konstruktionsprinzipien basierten auf den Erfahrungen, die die US-Navy mit der G-Klasse gemacht hatte.

## Varianten und technische Daten
Zwischen 1917 und 1920 wurden drei Prototypen gebaut:
- USS S-1 (SS-105) war das Typschiff der Holland-Klasse, von der 26 Einheiten[6] gebaut wurden.
- USS S-2 (SS-106) war der Prototyp der Lake-Klasse und das einzige Boot dieser Unterklasse.
- USS S-3 (SS-107) war das Typschiff der Government-Klasse, von der 14 Einheiten gebaut wurden.

Ab 1920 wurden die S-42-Klasse (6 Einheiten) und die vergrößerte S-48-Klasse (4 Einheiten) gebaut.

### Holland-Klasse

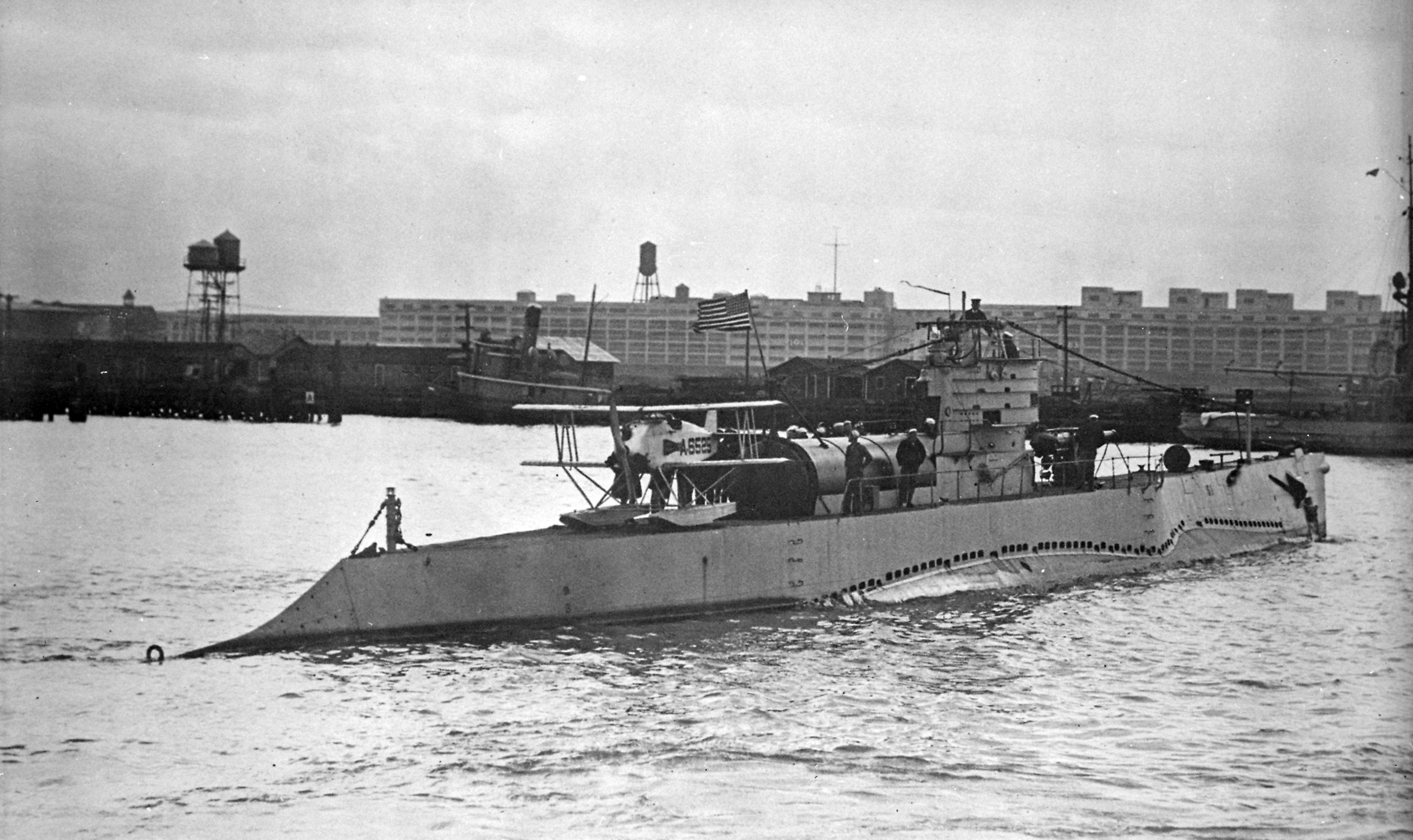
S-1 (SS-105)

S-1 und S-17 bis S-41 wurden von Bethlehem Steel in Quincy, Massachusetts und in San Francisco, Kalifornien und von Lake Torpedo Boat in Bridgeport, Connecticut zwischen 1917 und 1924 gebaut. Das Baulos wurde auch als S-1-Klasse bezeichnet.
- Verdrängung
  - aufgetaucht: 854 ts
  - getaucht: 1062 ts
- Länge: 67 m (219 ft)
- Breite 6,3 m (20 ft 8 in)
- Tiefgang: 4,9 m (15 ft 11 in)
- Antrieb:
  - Diesel: zwei Dieselmotoren New London Ship & Engine mit zusammen 1200 PS (890 kW)
  - elektrisch: zwei Elektromotoren Electro Dynamic, Ridgeway oder General Electric mit zusammen 1500 PS (1120 kW)
- Geschwindigkeit
  - aufgetaucht: 14,5 kn (27 km/h)
  - getaucht: 11 kn (20 km/h)
- Reichweite: 5000 Meilen[1] aufgetaucht bei 10 kn (19 km/h) Geschwindigkeit.
- Tauchtiefe: 61 m (200 ft)
- Bewaffnung:
  - vier 533-mm-(21-in)-Bugtorpedorohre mit 12 Torpedos
  - ein 102-mm-L/50-(4-in)-Deckgeschütz
  - ein 12,7-mm-(.50-in)-Maschinengewehr
- Besatzung: 42 Offiziere und Mannschaften
- Gebaute Einheiten: 26[6]

### Lake-Klasse
S-2 (SS-106) wurde von Lake Torpedo Boat in Bridgeport, Connecticut zwischen 1917 und 1920 gebaut. Sie war der Prototyp und auch das einzige Boot der Lake-Klasse.
- Verdrängung
  - aufgetaucht: 800 ts
  - getaucht: 977 ts
- Länge: 63 m (207 ft)
- Breite 6 m (19 ft 7 in)
- Tiefgang: 4,9 m (16 ft 2 in)
- Antrieb: Stapellauf der S-2 (SS-106)
- Geschwindigkeit
  - aufgetaucht: 15 kn (28 km/h)
  - getaucht: 11 kn (20 km/h)
- Reichweite:
- Tauchtiefe:
- Bewaffnung:

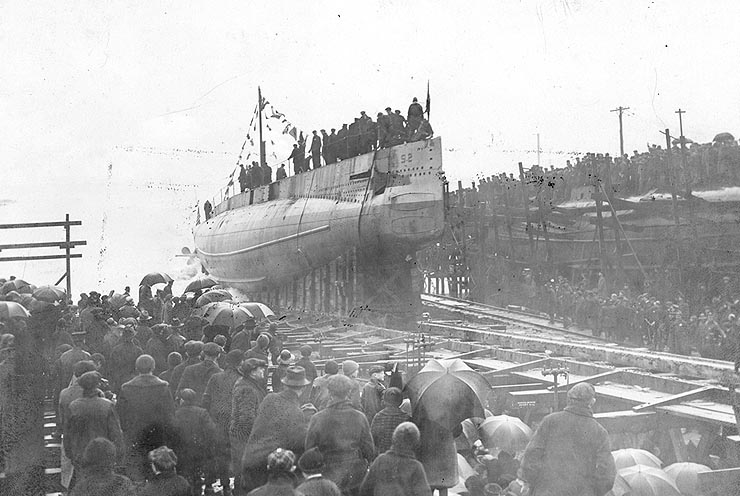
Stapellauf der S-2 (SS-106)

  - vier 533-mm-(21-in)-Bugtorpedorohre mit 12 Torpedos
  - ein 102-mm-L/50-(4-in)-Deckgeschütz
- Besatzung: 38 Offiziere und Mannschaften
- Gebaute Einheiten: 1

### Government-Klasse
S-3 bis S-16 wurden von Portsmouth Naval Shipyard in Portsmouth, New Hampshire und Lake Torpedo Boat in Bridgeport, Connecticut zwischen 1917 und 1920 gebaut. Das Baulos wurde auch als S-3-Klasse bezeichnet.
- Verdrängung
  - aufgetaucht: 876 ts
  - getaucht: 1092 ts
- Länge: 70 m (231 ft)
- Breite 6,7 m (21 ft 10 in)
- Tiefgang: 4 m (13 ft 1 in)
- Antrieb: S-3 (SS-107)

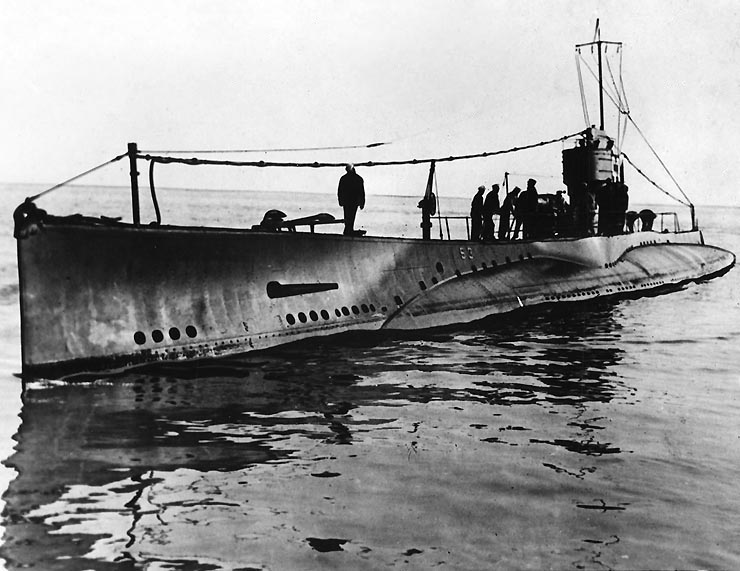
S-3 (SS-107)

  - Diesel: zwei Dieselmotoren M.A.N. oder Bush Selzer mit zusammen 2000 PS (1490 kW)
  - elektrisch: zwei Elektromotoren Westinghouse mit zusammen 1200 PS (890 kW)
- Geschwindigkeit
  - aufgetaucht: 15 kn (28 km/h)
  - getaucht: 11 kn (20 km/h)
- Reichweite: 5000 Meilen[1] aufgetaucht bei 10 Knoten (19 km/h) Geschwindigkeit.
- Tauchtiefe: 61 m (200 ft)
- Bewaffnung:
  - vier 533-mm-(21-in)-Bugtorpedorohre mit 12 Torpedos
  - ein 102-mm-L/50-(4-in)-Deckgeschütz
  - ein 12,7-mm-(.50-in)-Maschinengewehr
- Besatzung: 42 Offiziere und Mannschaften
- Gebaute Einheiten: 14[6]

### S-42-Klasse
S-42 bis S-47 wurden zwischen 1920 und 1925 von Bethlehem Steel in Quincy, Massachusetts gebaut.
- Verdrängung
  - aufgetaucht: 906 ts
  - getaucht: 1126 ts
- Länge: 69 m (225 ft 3 in)
- Breite: 6,3 m (20 ft 8 in)
- Tiefgang: 4,9 m (16 ft)
- Antrieb: S-44 (SS-155)

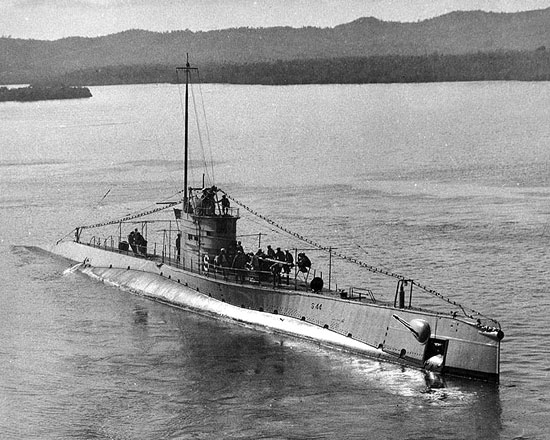
S-44 (SS-155)

  - Diesel: zwei Dieselmotoren New London Ship & Engine mit zusammen 1200 PS (890 kW)
  - elektrisch: zwei Elektromotoren mit zusammen 1500 PS (1120 kW)
- Geschwindigkeit
  - aufgetaucht: 14,5 kn (27 km/h)
  - getaucht: 11 kn (20 km/h)
- Reichweite: 5000 Meilen[1] aufgetaucht bei 10 Knoten (19 km/h) Geschwindigkeit.
- Tauchtiefe: 61 m (200 ft)
- Bewaffnung:
  - vier 533-mm-(21-in)-Bugtorpedorohre mit 12 Torpedos
  - ein 102-mm-L/50-(4-in)-Deckgeschütz
  - ein 12,7-mm-(.50-in)-Maschinengewehr
- Besatzung: 42 Offiziere und Mannschaften
- Gebaute Einheiten: 6

### S-48-Klasse
S-48 bis S-51 wurden zwischen 1920 und 1922 von Bethlehem Steel in Quincy, Massachusetts gebaut. Die Boote zeichneten sich durch eine verstärkte Torpedobewaffnung und eine erweiterte Reichweite aus.
- Verdrängung
  - aufgetaucht: 903 ts
  - getaucht: 1230 ts
- Länge: 73 m (240 ft)[7]
- Breite: 6,7 m (21 ft 10 in)
- Tiefgang: 4,1 m (13 ft 6 in)
- Antrieb: S-50 (SS-161)

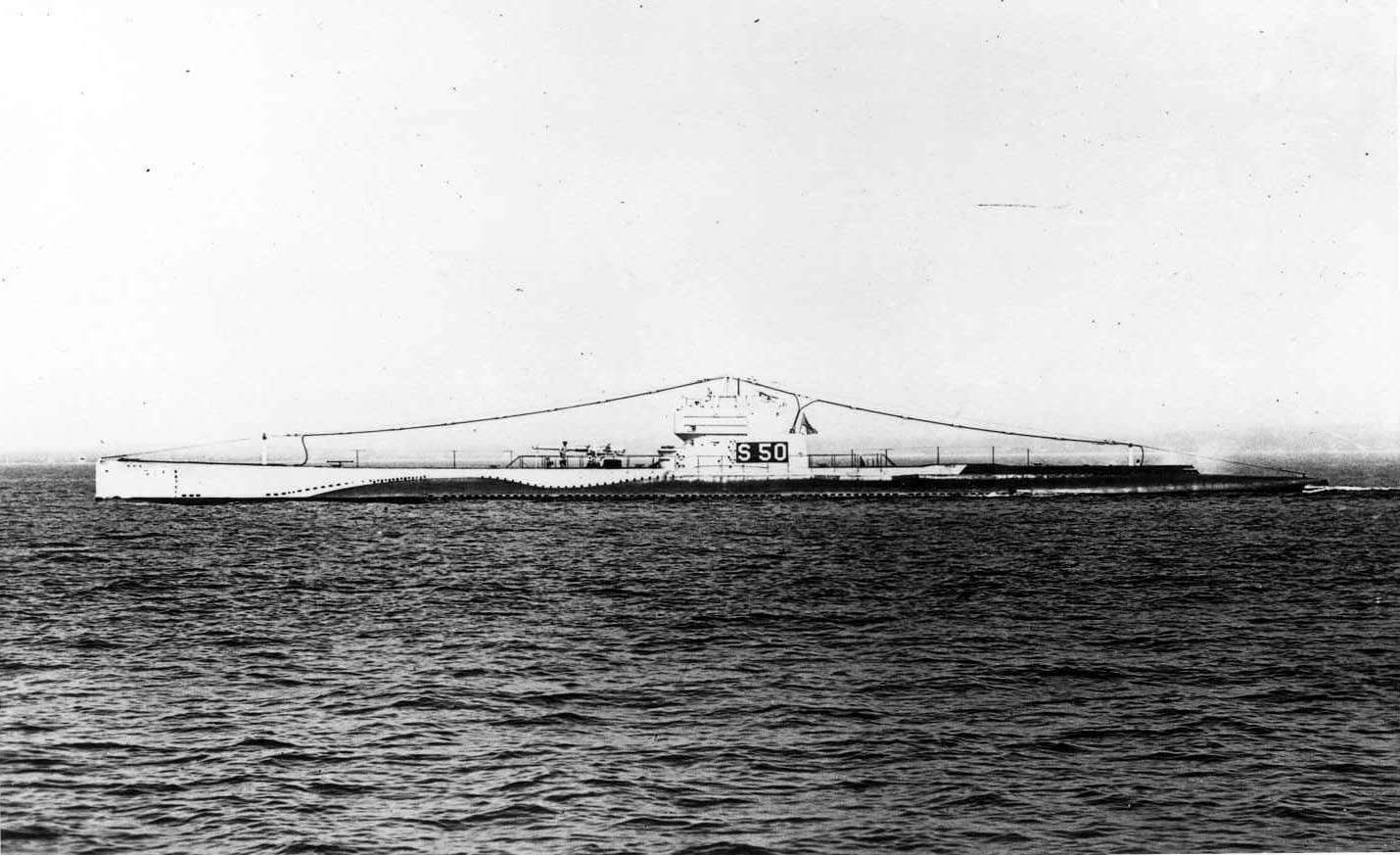
S-50 (SS-161)

  - Diesel: zwei Dieselmotoren Bush Selzer mit zusammen 1800 PS (1340 kW)
  - elektrisch: zwei Elektromotoren Ridgeway mit zusammen 1500 PS (1120 kW)
- Geschwindigkeit
  - aufgetaucht: 14,5 kn (27 km/h)
  - getaucht: 11 kn (20 km/h)
- Reichweite: 8000 Meilen[8] aufgetaucht bei 10 Knoten (19 km/h) Geschwindigkeit.
- Tauchtiefe: 61 m (200 ft)
- Bewaffnung:
  - vier 533-mm-Bug- und ein 533-mm-(21-in)-Hecktorpedorohre mit 14 Torpedos
  - ein 102-mm-L/50-(4-in)-Deckgeschütz
  - ein 12,7-mm-(.50-in)-Maschinengewehr
- Besatzung: 42 Offiziere und Mannschaften
- Gebaute Einheiten: 4

## Boote der Klasse
- Drei Boote gingen in Friedenszeiten durch Unfälle verloren:
  - USS S-4 (SS-109) (gehoben und wieder eingesetzt, später verschrottet.)
  - USS S-5 (SS-110)
  - USS S-51(SS-162)
- Sieben Boote wurden vor dem Zweiten Weltkrieg verschrottet:
  - USS S-2 (SS-106)
  - USS S-3 (SS-107)
  - USS S-4 (SS-109)
  - USS S-6 (SS-111)
  - USS S-10 (SS-115)
  - USS S-19 (SS-124)
  - USS S-50 (SS-161)
- Im Krieg gingen sieben U-Boote verloren:
  - USS S-26 (SS-131)
  - USS S-27 (SS-132)
  - USS S-28 (SS-133)
  - USS S-36 (SS-141)
  - USS S-39 (SS-144)
  - USS S-44 (SS-155)
  - USS S-49 (SS-160)
- Sechs Boote wurden an die Royal Navy übergeben. Eines überließ die Royal Navy der polnischen Marine. Dieses Boot ging verloren:
  - USS S-1 (SS-105) wurde umbenannt in HMS P. 552.[9][10]
  - USS S-21 (SS-126) wurde umbenannt in HMS P. 553.
  - USS S-22 (SS-127) wurde umbenannt in HMS P. 554.
  - USS S-24 (SS-129) wurde umbenannt in HMS P. 555.
  - S-25 wurde umbenannt in P. 551, 1941 an die polnische Marine als Jastrząb[11][12] und ging 1942 verloren.
  - USS S-29 (SS-134) wurde umbenannt in HMS P. 556.

Alle verbliebenen Boote wurden kurz nach dem Kriegsende 1945 außer Dienst gestellt und verschrottet.
| Nummer        | Indienststellung (US-Navy) | Außerdienststellung (Dienstende, Verlust oder Weitergabe) | Bemerkung |
| ------------- | -------------------------- | --------------------------------------------------------- | --- |
| S-1 (SS-105)  | 5. Juni 1920               | 20. April 1942                                            | 1942 an die Royal Navy als HMS P. 552. 1944 zurück an die US-Navy. 1945 in Durban verschrottet.                                                                                        |
| S-2 (SS-106)  | 25. Mai 1920               | 25. November 1929                                         | Einziges Boot der Lake-Klasse, 1931 zur Verschrottung verkauft. |
| S-3 (SS-107)  | 30. Januar 1919            | 24. März 1931                                             | Am 25. Januar 1937 gestrichen und anschließend verschrottet. |
| S-4 (SS-109)  | 19. November 1919          | 7. April 1933                                             | 1927 nach Kollision gesunken. Die gesamte Besatzung fand den Tod. 1928 gehoben und erneut in Dienst gestellt. 1936 selbstversenkt.                                                     |
| S-5 (SS-110)  | 6. März 1920               | 1. September 1920                                         | Bei Testtauchfahrt infolge einer Havarie gesunken. Die gesamte Besatzung konnte gerettet werden. 1921 gestrichen.                                                                      |
| S-6 (SS-111)  | 17. Mai 1920               | 10. April 1931                                            | Am 25. Januar 1937 gestrichen und anschließend verschrottet. |
| S-7 (SS-112)  | 1. Juli 1920               | 3. April 1931                                             | Am 25. Januar 1937 gestrichen und anschließend verschrottet. |
| S-8 (SS-113)  | 1. Oktober 1920            | 11. April 1931                                            | Am 25. Januar 1937 gestrichen und anschließend verschrottet. |
| S-9 (SS-114)  | 21. Februar 1921           | 15. April 1931                                            | Am 25. Januar 1937 gestrichen und anschließend verschrottet. |
| S-10 (SS-115) | 21. September 1922         | 17. Juli 1936                                             | Am 17. Juli 1936 gestrichen. Am 13. November 1936 zur Verschrottung verkauft. |
| S-11 (SS-116) | 11. Januar 1923            | 2. Mai 1945                                               | Im Krieg hauptsächlich in der Karibik eingesetzt. Am 28. Oktober 1945 zur Verschrottung verkauft.                                                                                      |
| S-12 (SS-117) | 30. April 1923             | 18. Mai 1945                                              | Im Krieg hauptsächlich in der Karibik eingesetzt. Am 28. Oktober 1945 zur Verschrottung verkauft.                                                                                      |
| S-13 (SS-118) | 14. Juli 1923              | 10. April 1945                                            | Im Krieg hauptsächlich in der Karibik eingesetzt. Am 28. Oktober 1945 zur Verschrottung verkauft.                                                                                      |
| S-14 (SS-119) | 11. Februar 1921           | 18. Mai 1945                                              | Im Krieg hauptsächlich in der Karibik eingesetzt. Am 16. November 1945 zur Verschrottung verkauft.                                                                                     |
| S-15 (SS-120) | 15. Januar 1921            | 11. Juni 1946                                             | Im Krieg hauptsächlich in der Karibik eingesetzt. Am 4. Dezember 1946 zur Verschrottung verkauft.                                                                                      |
| S-16 (SS-121) | 17. Dezember 1920          | 4. Oktober 1944                                           | Im Krieg hauptsächlich in der Karibik eingesetzt. Am 3. April 1945 als Übungsziel versenkt.                                                                                            |
| S-17 (SS-122) | 1. März 1921               | 4. Oktober 1944                                           | Am 5. April 1945 als Übungsziel versenkt. |
| S-18 (SS-123) | 3. April 1924              | 29. Oktober 1945                                          | Kampfeinsatz im Pazifik. 1946 zur Verschrottung verkauft. Das Boot erhielt einen Battle-Star.                                                                                          |
| S-19 (SS-124) | 24. August 1921            | 20. Februar 1934                                          | Aufgrund der Londoner Flottenkonferenz selbstversenkt. |
| S-20 (SS-125) | 22. November 1922          | 16. Juli 1945                                             | Am 22. Januar 1946 zur Verschrottung verkauft. |
| S-21 (SS-126) | 24. August 1921            | 14. September 1942.                                       | 1942 an die Royal Navy als HMS P. 553. 1944 zurück an die US-Navy. Am 23. März 1945 als Übungsziel versenkt.                                                                           |
| S-22 (SS-127) | 23. Juni 1924              | 19. Juni 1942                                             | 1942 an die Royal Navy als HMS P. 554. 1944 zurück an die US-Navy. Am 16. November 1945 zur Verschrottung verkauft.                                                                    |
| S-23 (SS-128) | 30. Oktober 1923           | 2. November 1945                                          | Kampfeinsatz im Nordpazifik. 1946 zur Verschrottung verkauft. Das Boot erhielt einen Battle-Star.                                                                                      |
| S-24 (SS-129) | 24. August 1923            | 10. August 1942                                           | 1942 an die Royal Navy als HMS P. 555. 1945 zurück an die US-Navy. 1947 zerstört. |
| S-25 (SS-130) | 9. Juli 1923               | 4. November 1941                                          | 1941 an die Royal Navy als HMS P. 551, danach an Polen als ORP Jastrząb. Am 2. Mai 1942 vor Norwegen durch friendly fire von KNM St Albans (I 15) versenkt.                            |
| S-26 (SS-131) | 15. Oktober 1923           | 24. Januar 1942                                           | Nach Kollision mit U-Jäger USS PC-460 im Golf von Panama gesunken. (46 Tote und 3 Überlebende)                                                                                         |
| S-27 (SS-132) | 22. Januar 1924            | 25. Juni 1942                                             | Am 19. Juni 1942 vor der Aleuten-Insel Kiska auf Grund gelaufen. Am 25. Juni aufgegeben. Die gesamte Besatzung überlebte.                                                              |
| S-28 (SS-133) | 13. Dezember 1923          | 4. Juli 1944                                              | Vor Oʻahu, Hawaii bei U-Jagd-Übungsmission unter ungeklärten Umständen vermisst. |
| S-29 (SS-134) | 22. Mai 1924               | 5. Juni 1942                                              | Am 5. Juni 1942 an die Royal Navy als HMS P. 556. Am 26. Januar 1946 zurück an US-Navy. Am 24. Januar 1947 zur Verschrottung verkauft.                                                 |
| S-30 (SS-135) | 29. Oktober 1920           | 9. Oktober 1945                                           | Kampfeinsatz im Nordpazifik. 1946 zur Verschrottung verkauft. Das Boot erhielt zwei Battlestars.                                                                                       |
| S-31 (SS-136) | 11. Mai 1922               | 19. Oktober 1945                                          | Kampfeinsatz im Pazifik. Im Mai 1946 zur Verschrottung verkauft. Im Juli 1947 verschrottet. Das Boot erhielt einen Battlestar.                                                         |
| S-32 (SS-137) | 15. Juni 1922              | 19. Oktober 1945                                          | Kampfeinsatz im Pazifik. Im Mai 1946 zur Verschrottung verkauft. Das Boot erhielt fünf Battlestars.                                                                                    |
| S-33 (SS-138) | 18. April 1922             | 23. Oktober 1945                                          | Kampfeinsatz im Pazifik. 1946 zur Verschrottung verkauft. Das Boot erhielt einen Battlestar.                                                                                           |
| S-34 (SS-139) | 12. Juli 1922              | 23. Oktober 1945                                          | Kampfeinsatz im Pazifik. 1946 zur Verschrottung verkauft. Das Boot erhielt einen Battlestar.                                                                                           |
| S-35 (SS-140) | 17. August 1922            | 19. März 1945                                             | Kampfeinsatz im Pazifik. Am 4. April 1946 als Übungsziel versenkt. Das Boot erhielt einen Battlestar.                                                                                  |
| S-36 (SS-141) | 4. April 1923              | 21. Januar 1944                                           | Kampfeinsatz im Pazifik. Auf Grund gelaufen. Das Boot erhielt einen Battlestar. |
| S-37 (SS-142) | 16. Juli 1923              | 6. Februar 1945                                           | Kampfeinsatz im Pazifik. Am 20. Februar als Übungsziel für Luftangriffe versenkt. Das Boot erhielt fünf Battlestars.                                                                   |
| S-38 (SS-143) | 11. Mai 1923               | 14. Dezember 1944                                         | Kampfeinsatz im Pazifik. Am 20. Januar 1945 als Übungsziel für Luftangriffe versenkt. Das Boot erhielt drei Battlestars.                                                               |
| S-39 (SS-144) | 14. September 1923         | 15. August 1942                                           | Kampfeinsatz im Pazifik. Am 13./14. August 1942 auf ein Riff gelaufen und anschließend aufgegeben. 32 Mann konnten gerettet werden. Das Boot erhielt zwei Battlestars.                 |
| S-40 (SS-145) | 20. November 1923          | 29. Oktober 1945                                          | Kampfeinsatz im Pazifik. Im Juli 1947 verschrottet. Das Boot erhielt einen Battlestar.                                                                                                 |
| S-41 (SS-146) | 15. Januar 1924            | 29. Oktober 1945                                          | Kampfeinsatz im Pazifik. Im November 1946 zur Verschrottung verkauft. Das Boot erhielt vier Battlestars.                                                                               |
| S-42 (SS-153) | 20. November 1924          | 25. Oktober 1945                                          | Kampfeinsatz im Pazifik. Im November 1946 zur Verschrottung verkauft. Das Boot erhielt einen Battlestar.                                                                               |
| S-43 (SS-154) | 31. Dezember 1924          | 10. Oktober 1945                                          | Kampfeinsatz im Pazifik. 1946 zur Verschrottung verkauft. |
| S-44 (SS-155) | 16. Februar 1925           | 7. Oktober 1943                                           | Kampfeinsatz im Pazifik. Von japanischem Begleitzerstörer Ishigaki vor der Atlassow-Insel versenkt. Lediglich 2 Mann überlebten, 56 fanden den Tod. Das Boot erhielt zwei Battlestars. |
| S-45 (SS-156) | 31. März 1925              | 30. Oktober 1945                                          | Kriegseinsatz im Pazifik und der Karibik. Im Dezember 1946 zur Verschrottung verkauft.                                                                                                 |
| S-46 (SS-157) | 5. Juni 1925               | 2. November 1945                                          | Kampfeinsatz im Pazifik. Im November 1946 zur Verschrottung verkauft. Das Boot erhielt einen Battlestar.                                                                               |
| S-47 (SS-158) | 16. September 1925         | 25. Oktober 1945                                          | Kampfeinsatz im Pazifik. Im Mai 1946 zur Verschrottung verkauft. Das Boot erhielt drei Battlestars.                                                                                    |
| S-48 (SS-159) | 14. Oktober 1922           | 29. August 1945                                           | Im Krieg als Ausbildungsboot eingesetzt. Am 22. Januar 1946 zur Verschrottung verkauft.                                                                                                |
| S-49 (SS-160) | 6. Juni 1922               | 2. August 1927                                            | Bis 1931 Reserve. 1936 zu einem Hulk demontiert. Später für Testzwecke genutzt. |
| S-50 (SS-161) | 20. Mai 1922               | 20. August 1927                                           | Bis 1931 Reserve. Am 31. Mai 1931 gestrichen und im folgenden Herbst verschrottet. |
| S-51 (SS-162) | 24. Juni 1922              | 25. September 1925                                        | Am 25. September 1925 nach Kollision mit dem Handelsschiff City of Rome vor Rhode Island gesunken. Es gab 3 Überlebende und 33 Tote. 1926 gehoben und verschrottet.                    |

## Trivia
Das fiktive US-amerikanische U-Boot im Kinofilm U-571 wurde im Text als S-Klasse-Boot bezeichnet.